# Tryp Hoteles
Tryp es una de las marcas de hoteles de Wyndham Worldwide.
Son hoteles urbanos, ubicados generalmente en las zonas céntricas de las grandes ciudades, pensados sobre todo para viajeros de negocios.
Uno de los hoteles más emblemáticos de esta marca es el Hotel Tryp Gran Sol, situado en Alicante, España. Es uno de los edificios más altos de dicha ciudad, y desde su planta 26 (en la que figura un restaurante especializado en cocina mediterránea) se divisan unas amplias vistas de toda la ciudad y del mar.

## Historia

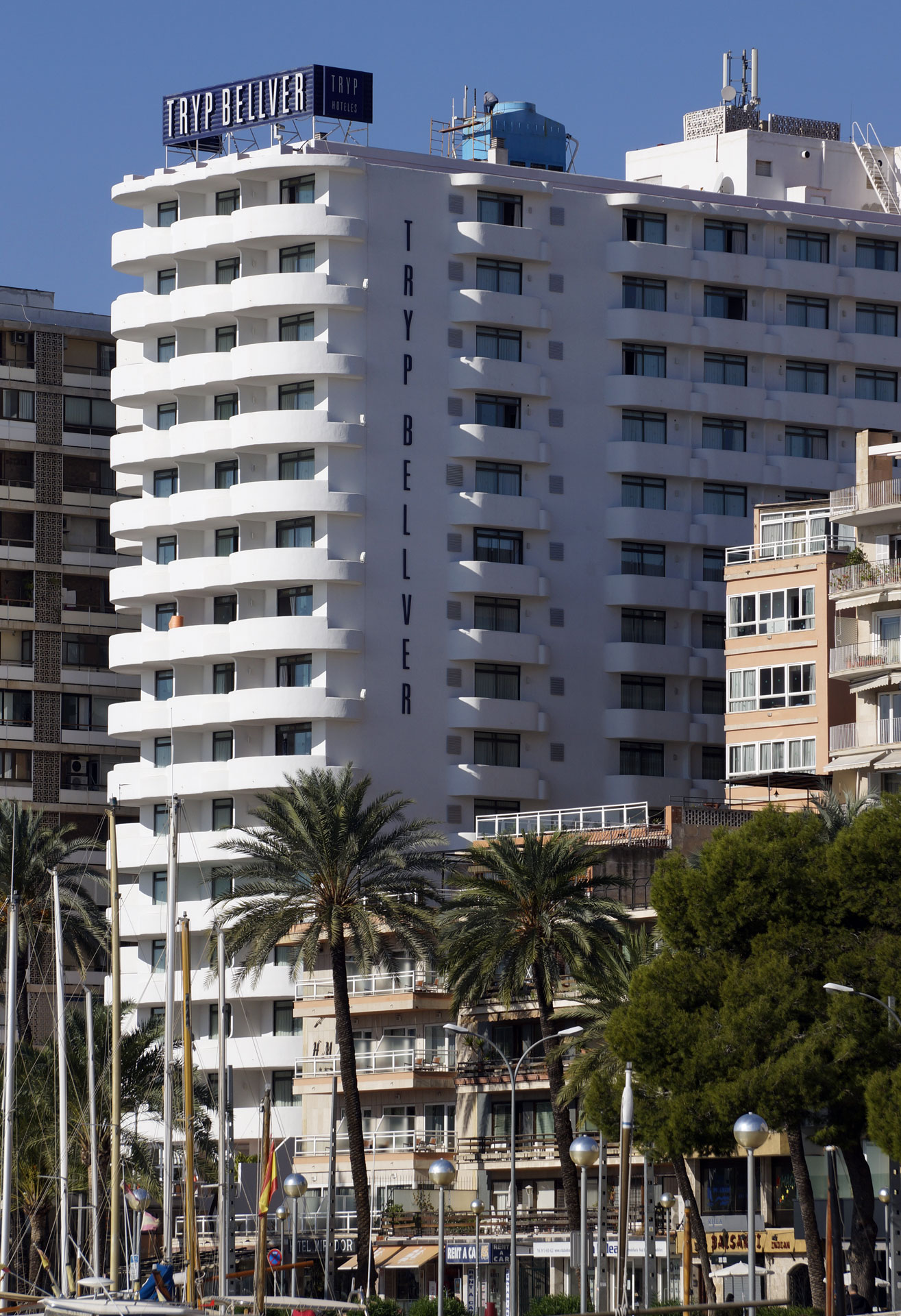
Hotel Tryp Bellver, en el paseo marítimo de Palma de Mallorca

Creada en 1973 por Antonio Briones, Max Mazin y Juan de Arespacochaga, la enseña toma su nombre de Torres Renta y Persépolis, un edificio de apartamentos y una sala de fiestas de Madrid. Sol Meliá vendió a Wyndham la marca Tryp (no los hoteles) en 2010 por un importe de aproximadamente 32 millones de euros, después de que la compañía de Gabriel Escarrer comprara la cadena en el año 2000 por un importe de 60.000 millones de pesetas. A principios de 2007 había más de 100 establecimientos repartidos en todo el mundo, aunque la gran mayoría de ellos se encontraban en España. Meliá mantuvo el derecho para usar la marca Tryp en Europa por 20 años, sin embargo poco a poco fue traspasando estos hoteles a otras de sus marcas, principalmente Affiliated by Meliá, o bien abandonó la gestión de los mismos. A inicios del año 2022 ya no gestionaban ningún hotel en España con esta marca.

## Habitaciones
En el año 2006 se comunicó una modernización de la marca mediante la reforma de muchos de los hoteles y mediante la creación de nuevos conceptos de habitación:
- Fitness Room: cuentan con cinta de correr o bicicleta estática en la misma habitación, además incluye un conjunto de camisa y zapatillas.
- Premium Room: disponen de Internet incluido en el precio de la habitación
- Family Room: habitaciones con una litera plegable de dos camas por si se viaja con niños.

## Directorio Hoteles
- El directorio completo de los Hoteles TRYP se puede consultar en Hoteles Tryp.
- El sitio web de los hoteles Tryp es www.tryphotels.com

- Datos: Q6153452
- Multimedia: TRYP hotels / Q6153452